# Peppe Femling
Peppe Femling (n. 24 martie 1992, Gävle, Comitatul Gävleborg, Suedia) este un biatlonist ce a reprezentat Suedia, medaliat olimpic. A participat la 2 ediții ale Jocurilor Olimpice (2018, 2022) în care a câștigat o medalie de aur.